# Rorippa curvisiliqua
Rorippa curvisiliqua là một loài thực vật có hoa trong họ Cải. Loài này được (Hook.) Bessey ex Britton miêu tả khoa học đầu tiên năm 1894.